# ピトス

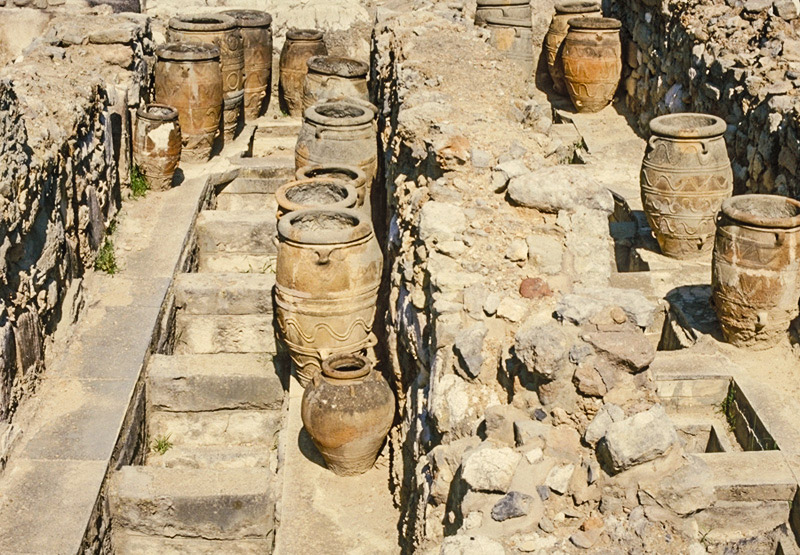
クノッソス遺跡のピトス群

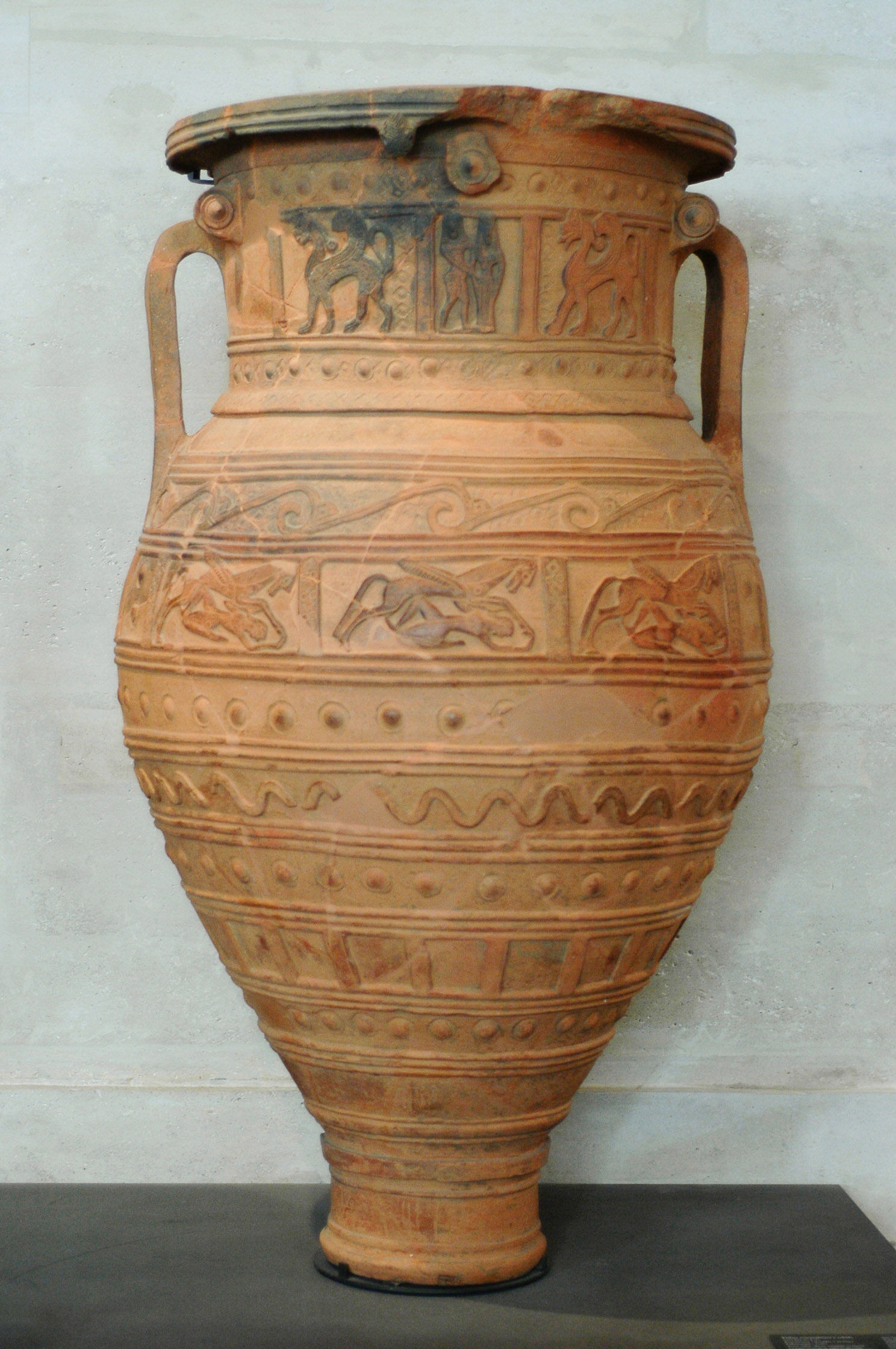
クレタ島で出土したギリシアのピトス

ピトス（古代ギリシア語: πίθος、pithos）は、独特の形状をした貯蔵用の甕（かめ）である。もともとはギリシャのクレタ島の発掘調査で出土した甕を指して考古学者が使った名称だが、今では貯蔵用の大甕全般を指す普通名詞となっている。
言葉自体はギリシア語だが、古代の地中海で見られたピトスの多くはギリシア本土で作られたものではなく、クレタ島やヘレニズム期以前のレバントなどが産地として知られている。ピトスはクノッソスやウルブルンの難破船で多数出土している。紀元前1500年から紀元前1300年ごろ、古代イベリア人の El Argar 文化ではピトスを埋葬に使っていた。
ラテン語の fiscus（資金を蓄える場所、国庫）は、ピトスが語源という説がある。ピトスには様々なものを貯蔵したが、穀物、種、ワイン、油などを貯蔵することが多かった。そのため、大量の物品がやり取りされ保管される交易の中心地や統治の中心地に多く見られた。
ピトスの材質はほぼ常にセラミックスで、水や土や虫やネズミを寄せ付けないという意味で理想的だった。人間と同じくらいかそれ以上の高さのものがほとんどである。底は平らなので、倉庫に並べて置くことができ、さらに通路や歩道や階段にまで並べて置くことができた。持ち運びを容易にするため上部に突起や取っ手（やや脆い）をつけたものもある。底が平らでなく、床面に穴を掘ってそこに設置したピトスもあった。ロープを使って運搬した。中には縄目模様で装飾されたピトスもある。
ピトスは貯蔵容器としては便利だが、敵が襲ってきた際に油の入ったピトスを倒して松明で火をつければ容易に大火を起こせるという弱点があった。青銅器時代のエーゲ文明の諸都市はこのような方法で火事に見舞われたものが多い。
ピトスは表面積が広いため、装飾も大胆なものが見られる。例えばクノッソスで出土したピトスには運搬時に巻き付けるロープ（縄）をシミュレートした縄模様があった。日用の食器などの装飾の方が当然豪華だが、ピトスには独特な帯状の模様や光景が描かれている。
ある時期に作られた陶製の浴槽と同様、ピトスはその大きさから埋葬用（甕棺）にも使われた。特に木材が貴重品だった地域でよく見られる。ミケーネやクレタ島のヘラディック文明中期の墓では、ピトスの中から人骨が見つかっている。